# Only the Young (Taylor Swift)
Only the Young (anche noto come Only the Young (Featured in Miss Americana)) è un singolo promozionale della cantautrice statunitense Taylor Swift, pubblicato il 31 gennaio 2020 in concomitanza con l'uscita del film documentario Miss Americana.
La canzone è stata successivamente utilizzata in una pubblicità nell'ambito della campagna politica democratica di Biden/Harris per le elezioni presidenziali statunitensi del 2020.

## Tracce
1. Only the Young – 2:37 (Taylor Swift, Joel Little)

## Composizione
La Swift ha scritto "Only the Young" dopo le elezioni di metà mandato del 2018, la canzone tratta delle sue preoccupazioni sul paese, parlando direttamente di sparatorie nelle scuole, della politica di Donald Trump e del dubbio che possano esserci state frodi politiche e manomissioni di voti.
I critici musicali l'hanno definita la canzone più politicamente impegnata della cantautrice.

## Successo commerciale
Only the Young ha debuttato alla 50ª posizione della Billboard Hot 100 statunitense, diventando il novantasettesimo ingresso di Taylor Swift in classifica. Durante la sua prima settimana di disponibilità ha venduto 30 000 copie digitali ed accumulato 5,7 milioni di riproduzioni streaming, entrando direttamente in cima alla Digital Songs e divenendo la sua diciannovesima numero uno digitale. Ha così espanso il suo record come artista ad averne di più nella storia della classifica.
Nella classifica britannica la canzone ha fatto il suo ingresso alla 57ª posizione grazie a 9 960 unità, rendendola la trentanovesima entrata della cantante.

## Classifiche
| Classifica (2020-22) | Posizione massima |
| -------------------- | ----------------- |
| Australia            | 31                |
| Belgio (Fiandre)     | 95                |
| Canada               | 57                |
| Croazia              | 82                |
| Filippine            | 23                |
| Grecia               | 51                |
| Irlanda              | 40                |
| Lituania             | 55                |
| Portogallo           | 139               |
| Regno Unito          | 57                |
| Repubblica Ceca      | 86                |
| Slovacchia           | 89                |
| Stati Uniti          | 50                |